# Hreidmar
Hreiðmarr, pai de Regin, Fafnir e Otaro é um personagem da mitologia nórdica. Foi rei dos anões e capturou três deuses com correntes inquebráveis.